# Chang'e
Chang'e (Xinès tradicional: 嫦娥, Xinès simplificat: 嫦娥, pinyin: cháng'é) és la deessa de la lluna a la mitologia xinesa. Contràriament a altres divinitats lunars, que personifiquen la Lluna, Chang'e només hi viu.
Chang'e és la protagonista de diverses llegendes, i representa l'eix central de la celebració del Festival Lunar Xinès (Xinès tradicional: 中秋節, Xinès simplificat: 中秋节, pinyin: Zhōngqiū jié). A banda d'això, el seu nom ha estat emprat per designar el programa d'exploració lunar xinès.

## Origen i variacions del nom[1]
Les primeres referències d'aquesta deessa a la mitilogia xinesa l'anomenen Heng'e (Xinès tradicional: 姮娥, Xinès simplificat: 姮娥, pinyin: Héng'é). Tot i això, durant el regnat de l'emperador Wen de la dinastia Han, i amb l'objectiu de no entrar en conflicte amb el nom de l'emperador, que contenia el primer caràcter del nom de la deessa (un tema considerat tabú), es decideix canviar el primer caràcter per l'actual.
Alguns experts consideren que aquest canvi prové del nom Changxi, o la Mare de les 12 Llunes, i que en molts aspectes Chang'e substitueix a Changxi en algun moment.

## La llegenda de Chang'e
Diverses són les versions de la llegenda de Chang'e, i malgrat totes tenen trets en comú (l'espòs de Chang'e, Hou Yi, i un beuratge per aconseguir la immortalitat), els desenllaços i alguns elements de la història difereixen molt entre elles.
Les primeres versions ens presenten una Chang'e que aconsegueix l'elixir de la immortalitat robant-lo, ja sigui a la Reina Mare de l'Oest, com al seu propi espòs, que l'hauria aconseguit de la primera. En aquestes versions, Chang'e acaba convertida en immortal i desterrada a la Lluna, on s'acaba convertint en un gripau, condemnada a destil·lar l'elixir de la immortalitat per tota l'eternitat.
Tot i això, la història va canviant de forma gradual, i successives versions ens parlen d'una Chang'e casada feliçment amb Hou Yi, que es converteix en un heroi després de salvar la terra de la devastació causada per deu sols. Hou Yi en fa caure nou d'ells a cop de fletxa, i com a recompensa rep l'elixir de la immortalitat. En aquest punt, unes versions citen a Fengmeng, un deixeble de Hou Yi que pretén aconseguir l'elixir per la força tot amenaçant a Chang'e. La resposta d'ella és prendre's l'elixir per evitar que Fengmeng l'aconsegueixi. Altres versions parlen d'un Hou Yi tirànic que pretén fer servir l'elixir per convertir-se en rei per sempre, i una Chang'e que es pren l'elixir per evitar un regnat tirànic del seu marit.
Algunes versions de la llegenda també mencionen a Wu Gang, un personatge condemnat a tallar un enorme arbre de càssia que es regenerava cada cop que aconseguia tallar-lo, i que vivia a la lluna juntament amb Chang'e.
Finalment, hi ha versions que parlen d'un conill de jade (Xinès tradicional: 玉兔, Xinès simplificat: 玉兔, pinyin: Yùtù), vivint juntament amb Chang'e com la seva mascota, i encarregat de destil·lar el beuratge de la immortalitat.

## Influència
La llegenda de Chang'e serveix com a base per a la celebració del Festival Lunar Xinès, una celebració que té lloc entre els mesos de setembre i octubre, normalment en una data propera a l'equinocci de tardor. És considerada la segona celebració més important del calendari xinès, després de l'any nou, i se celebra a països com la Xina, Corea, Vietnam o les Filipines. Les tradicions d'aquesta celebració inclouen menjar el pastissets de lluna, sortir a l'aire lliure a veure la lluna plena, i pregar a la deessa Chang'e.
Tradicionalment també es considera una bona data per arranjar casaments. Moltes noies joves oferien ofrenes a Chang'e amb l'objectiu d'aconseguir els seus objectius romàntics.
Chang'e també apareix mencionada en les converses entre la tripulació de l'Apollo 11 i el Centre de Control de Houston just abans del primer aterratge humà a la lluna de 1969.
Recentment, la posada en marxa del programa xinès d'exploració lunar va donar lloc a anomenar les sondes orbitals d'aquest programa amb el nom de Chang'e. La tercera sonda del programa, anomenada Chang'e 3, ha aconseguit dipositar sobre la superfície de la Lluna un vehicle, anomenat Yutu en honor del conill de jade de la deessa. El nom del vehicle lunar no tripulat es va decidir a través d'una votació popular a Internet.